# 迷你高尔夫

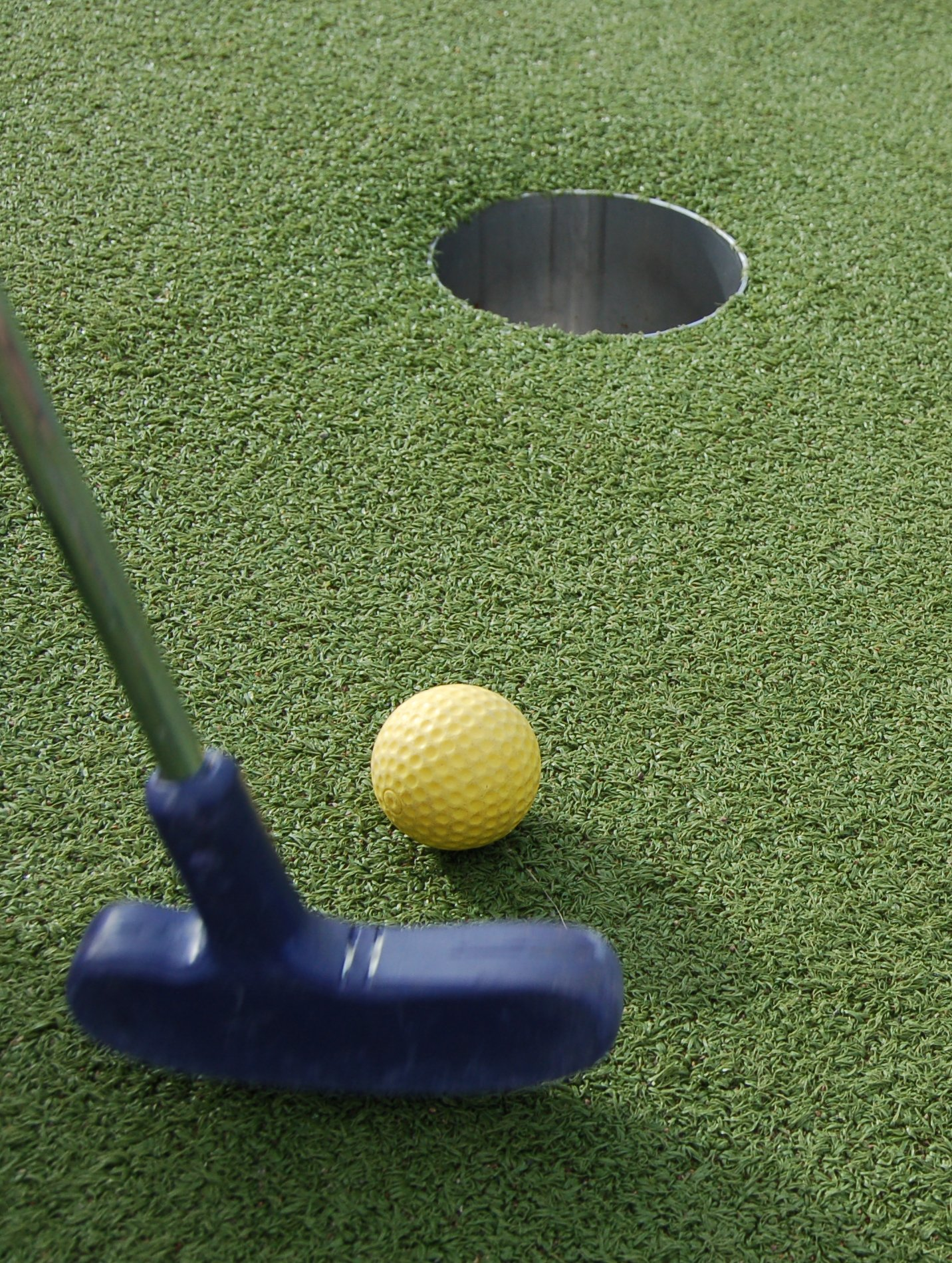
迷你高尔夫

迷你高尔夫是高爾夫球的一个分支，該運動的目標是以最少的分數完成比賽。迷你高爾夫的場地由一系列球洞組成（通常是9的倍數），與傳統高爾夫相似，但場地的特點是球洞間距較短（通常從開球點到球洞的距離不超過10米），而且場地小，費用便宜，城市裡面就能開展。有些迷離高爾夫場地還設有人造障礙物，如隧道、管道、坡道，以及可移動的障礙物（例如風車），以及由混凝土、金屬或玻璃纖維製成的牆壁。